# Adolf Wallenberg
Pour les articles homonymes, voir Wallenberg.
Adolf Wallenberg, né le 10 novembre 1862 à Stargard et décédé le 10 avril 1949 près de Chicago, est un médecin interniste et neurologue juif allemand.

## Sa vie
Natif de Stargard près de Danzig en Poméranie, il était le fils du médecin de district Samuel Wallenberg et petit-fils de rabbin. Il n'est âgé que de six ans lorsqu'il perd son père. Avec ses trois frères, il reçoit une solide éducation universitaire mais aussi musicale : il jouera du violon, en trio avec ses frères Georg (violoncelle), futur mathématicien et Theodor (piano) qui deviendra ophtalmologiste et plus tard avec son ami Heinrich Lissauer de Danzig.
Il étudie la médecine à l'université de Heidelberg où il reçoit l'enseignement de Wilhelm Erb et à l'université de Leipzig où il est l'étudiant d'Adolf Strümpell et de Carl Weigert. C'est à Leipzig qu'il obtient son doctorat en 1886, avec une thèse consacrée à la poliomyélite. De 1886 à 1888 il est assistant à l'hôpital de Danzig, et s'installe en pratique privée dans cette ville. À cette époque, son collègue Max Nonne dira de lui qu'il était « un homme d'une rare modestie, chaleureux et serviable à un point inusité ». De 1907 à 1928 il est directeur du département de médecine interne de cet hôpital, et devient professeur titulaire en 1910.
Passionné d'anatomie comparée, il étudie les oiseaux, les poissons et les mammifères et partage cette passion avec un autre neurologue, Ludwig Edinger : une longue amitié liera les deux hommes. En collaboration avec lui, il décrit le cerveau aviaire, et notamment le rôle du système olfactif dans l'identification, la reconnaissance et l'ingestion des aliments. Les deux chercheurs éditent ensemble la revue bisannuelle : Fortschritte in der Anatomie des Nervensystems (« Progrès en Anatomie du système nerveux »).
Avec Edinger, puis seul, il est aussi l'éditeur des Jahresberichte über die Leistungen auf dem Gebiete der Anatomie des Zentralnervensystems (« Comptes rendus annuels des actes dans le domaine de l'anatomie du système nerveux central »). Edinger confiera un jour à Max Nonne : « Wallenberg est ma conscience anatomique ».
En 1891, le cheval de son attelage s'emballe et il est victime d'une fracture de la base du crâne dont il garde comme séquelles une diplopie, une anosmie et, selon lui, un changement de son caractère qui devient « faible et compulsif ».
En 1895, il donne la description clinique et les constatations autopsiques de l'occlusion de l'artère cérébelleuse postéro-inférieure (PICA) : ce syndrome neurologique (dont toutes les manifestations cliniques avaient déjà été minutieusement rapportées 85 ans plus tôt par Gaspard Vieusseux) portera désormais son nom.
Il se voit offrir plusieurs chaires d'enseignement, mais préfère rester dans son pays natal. Durant la première Guerre mondiale, il est médecin-conseiller de la 17e Armée. Entre 1895 et 1915, il est l'auteur de 47 articles, et en 1929, il se voit décerner la médaille commémorative Erb. À 66 ans, il renonce à ses fonctions de médecin-chef à l'hôpital, mais continue ses travaux scientifiques dans un local du sous-sol de l'établissement. En 1938, l'occupation allemande l'oblige à terminer sa carrière comme généraliste à Danzig. Il doit déménager dans une maison maussade et sa collection neuroanatomique est entreposée dans la remise d'un commerçant en fourrures : elle sera perdue après la guerre. Répugnant à quitter son pays, il refuse de nombreuses occasions de partir à l'étranger, mais sur l'insistance de sa femme, deux jours avant l'invasion de Danzig par Hitler, il parvient de justesse à s'enfuir en Angleterre avec elle par le dernier train, en partance pour les Pays-Bas. Wallenberg poursuit à Oxford son œuvre en clinique neurologique et collabore avec le neuroanatomiste LeGros Clark. En 1943, il obtient un visa américain et accepte un poste de résident dans un hôpital psychiatrique près de Chicago où il se consacre à l'enseignement. Il deviendra membre honoraire de la Société neurologique de Chicago.
Wallenberg meurt d'un crise cardiaque en 1949 à l'âge de 86 ans. On doit à sa fille Marianne Wallenberg-Chermak une biographie de son père.

## Éponymie
Le syndrome de Wallenberg (synonyme : syndrome de la fossette latérale du bulbe) est un complexe de symptômes et de signes cliniques résultant d'une occlusion de l'artère cérébelleuse postéro-inférieure causant une ischémie de la portion latérale du bulbe rachidien. Le syndrome comprend une atteinte de la voie spino-thalamique causant une thermo-analgésie contre-latérale, du noyau ambigu causant une raucité de la voix, des voies sympathiques causant un Claude-Bernard-Horner ipsilatéral, du noyau trijumeau causant une hypoesthésie du visage ipsilatéral, du cervelet causant une ataxie cérébelleuse et du noyau du nerf vestibulaire causant des vertiges.

## Sources
- (en) Barnett HJM, Meldrum H. « Wallenberg's snydrome. » In: Koehler PJ, Bruyn JW, Pearce JMS eds, Neurological eponyms. Oxford University Press 2001, p. 250-258

- (en) Cet article est partiellement ou en totalité issu de l’article de Wikipédia en anglais intitulé « Adolf Wallenberg » (voir la liste des auteurs).